# Aung San Suu Kyi
Aung San Suu Kyi (čita se: Aun San Su Ći) (Yangon, 19. lipnja 1945.) mijanmarska (burmanska) je političarka i aktivistica. Dobitnica je nagrade Saharov za slobodu govora 1990. godine, te Nobelove nagradu za mir 1991. godine za nenasilnu borbu za demokraciju i ljudska prava.

## Životopis

### Mladost i obrazovanje
Njeno ime je izvedenica od imena njenog oca (Aung San), majke (Kyi) i bake (Suu). Njen otac Aung San smatra se ocem moderne mijanmarske vojske. Pregovarao je s Britancima 1947. godine o osamostaljenju Mijanmara. Iste godine ubijen je u atentatu. Sljedeće godine Mijanmar proglašava neovisnost.
Njena majka postala je veleposlanica u Indiji. Slijedila je majku i školovala se u Indiji. Studirala je od 1967. godine na Sveučilištu u Oxfordu filozofiju, znanost i ekonomiju. Tu je upoznala svog budućeg supruga Michaela Arisa, koji je studirao tibetansku civilizaciju. Imali su kćer i dva sina. 

### Političko i aktivističko djelovanje
Nekoliko godina radila je u New Yorku u Ujedinjenim narodima. Tamo se bavila ekonomskim pitanjima. Živjela je i u Londonu, sve do povratka u Mijanmar 1988. godine, kamo se vraća kako bi se brinula za bolesnu majku.
Iste godine, ostavku je podnio dugogodišnji čelnik vladajuće mijanmarske Socijalističke stranke, general Ne Win, što je dovelo do masovnih demonstracija i pokušaja demokratizacije države. Demonstracije su nasilno ugušene, a na vlast je došla vojna hunta. Aung San Suu Kyi, pod snažnim utjecajem Gandhijeve filozofije nenasilja ušla je u politiku kako bi potakla proces demokratizacije. Vladajuća vojna hunta protivila se njenom djelovanju pa je godine 1989. završila u kućnom pritvoru. Bila joj je ponuđena sloboda ako napusti zemlju, što je odbila. Na općim izborima 1990. godine uvjerljivo je pobijedila "Nacionalna liga za demokraciju" s više od 80% mandata, na čelu s Aung San Suu Kyi. Vojna hunta poništila je izbore i odbila predati vlast. To je dovelo do međunarodne osude hunte. 
Iz kućnog pritvora puštena je u srpnju 1995. godine. Tada joj je poručeno, da se neće moći vratiti, ako napusti zemlju. Ostala je u zemlji i nije se viđala sa suprugom, koji je živio u Londonu i umro 1999. godine. Nije mu dopušten dolazak u Mijanmar usprkos apelima UN-a i pape Ivana Pavla II.
U rujnu 2000. godine ponovno je završila u kućnom pritvoru. Nakon niza pregovora pod vodstvom Ujedinjenih naroda puštena je u svibnju 2002. godine. U svibnju 2003. godine bila je uhićena i tri mjeseca zatvorena na nepoznatoj lokaciji, nakon čega je vraćena u kućni pritvor. U posljednjih 21 godinu, u pritvoru je provela 15. Iz kućnog je pritvora puštena 13. studenog 2010. godine, a idućeg je dana objavila da će surađivati s mjanmarskom vojnom huntom u svrhu ukidanja sankcija njezinoj zemlji.
Nakon ograničene demokratizacije u Mijanmaru, od 2011. godine djeluje kao čelnica oporbe i pridonosi izbornoj pobjedi Nacionalne lige za demokraciju 2015. godine. Ustavom joj je onemogućen izbor za predsjednicu države (zbog obiteljskih veza sa stranim državljanima), te u ožujku 2016. godine, nakon što je njezin bliski suradnik Htin Kyaw postao predsjednik, zauzima utjecajne položaje u državnome vodstvu (ministrica vanjskih poslova i dr.).

## Djela
Aung San Suu Kyi objavila je dvije knjige eseja, Sloboda od straha (Freedom from Fear, 1991.) i Pisma iz Burme (Letters from Burma, 1997.). Knjige joj nisu prevedene na hrvatski jezik.

## Nagrade i priznanja
Godine 1990. Europski parlament dodijelio joj je nagradu Saharov.
Godine 1991. Aung San Suu Kyi dobila je Nobelovu nagradu za mir za nenasilnu borbu za demokraciju i ljudskim prava. Nagradu su u njeno ime primili njeni sinovi. Iznos od 1,3 milijuna dolara, koliko je iznosila novčana nagrada namijenila je razvoju zdravstva i obrazovanja stanovnika Mijanmara.
Dobila je na desetke nagrada i odlikovanja u mnogim državama. O njoj su napisane brojne knjige. Irska rock grupa U2 posvetila joj je pjesmu Walk On 2000. godine. Britanski časopis "New Statement" napravio je popis "50 heroja današnjice". Ona je na 1. mjestu tog popisa. Njoj u čast napisana je drama Lady Of Burma izvedena u londonskom kazalištu Old Vic.
Francuski redatelj Luc Besson 2011. godine o njoj je snimio biografski film The Lady.

## Vanjske poveznice
Ostali projekti
|  | Zajednički poslužitelj ima još gradiva o temi Aung San Suu Kyi |

Mrežna mjesta
- Aung San Suu Kyi na stranicama Nobelove nagrade, www.nobelprize.org (engl.)
- Aung San Suu Kyi  Arhivirana inačica izvorne stranice od 18. rujna 2016. (Wayback Machine) na stranicama nagrade Saharov, www.europarl.europa.eu (engl.)
- Aung San Suu Kyi, Encyclopædia Britannica, www.britannica.com (engl.)